# Bedla vysoká

Bedla vysoká (Macrolepiota procera, někdy také Lepiota procera) je jedlá a velmi chutná stopkovýtrusná houba z čeledi pečárkovité. Je vhodná ke sběru a kulinářskému užití. K požívání je vhodný především klobouk, třeň je tuhý. Pozor na záměnu s bedlou ostrošupinnou (Lepiota aspera) nebo bedlou chřapáčovou (Lepiota helveola), které jsou smrtelně jedovaté a od kterých se liší posuvným prstenem.

## Popis
- Klobouk má v průměru 10–40 cm, v mládí uzavřený, vejčitého tvaru. Později dostává kuželovitý až plochý tvar. Uprostřed je tmavý hladký hrbolek. Pokryt je velkými hnědými šupinami.
- Třeň je válcovitý, lehce vylomitelný, v mládí uvnitř vatovitý, posléze dutý.
- Dužnina je v klobouku měkká, ve třeni vláknitá až tuhá. Vůně je jemná, chuť lehce oříšková.

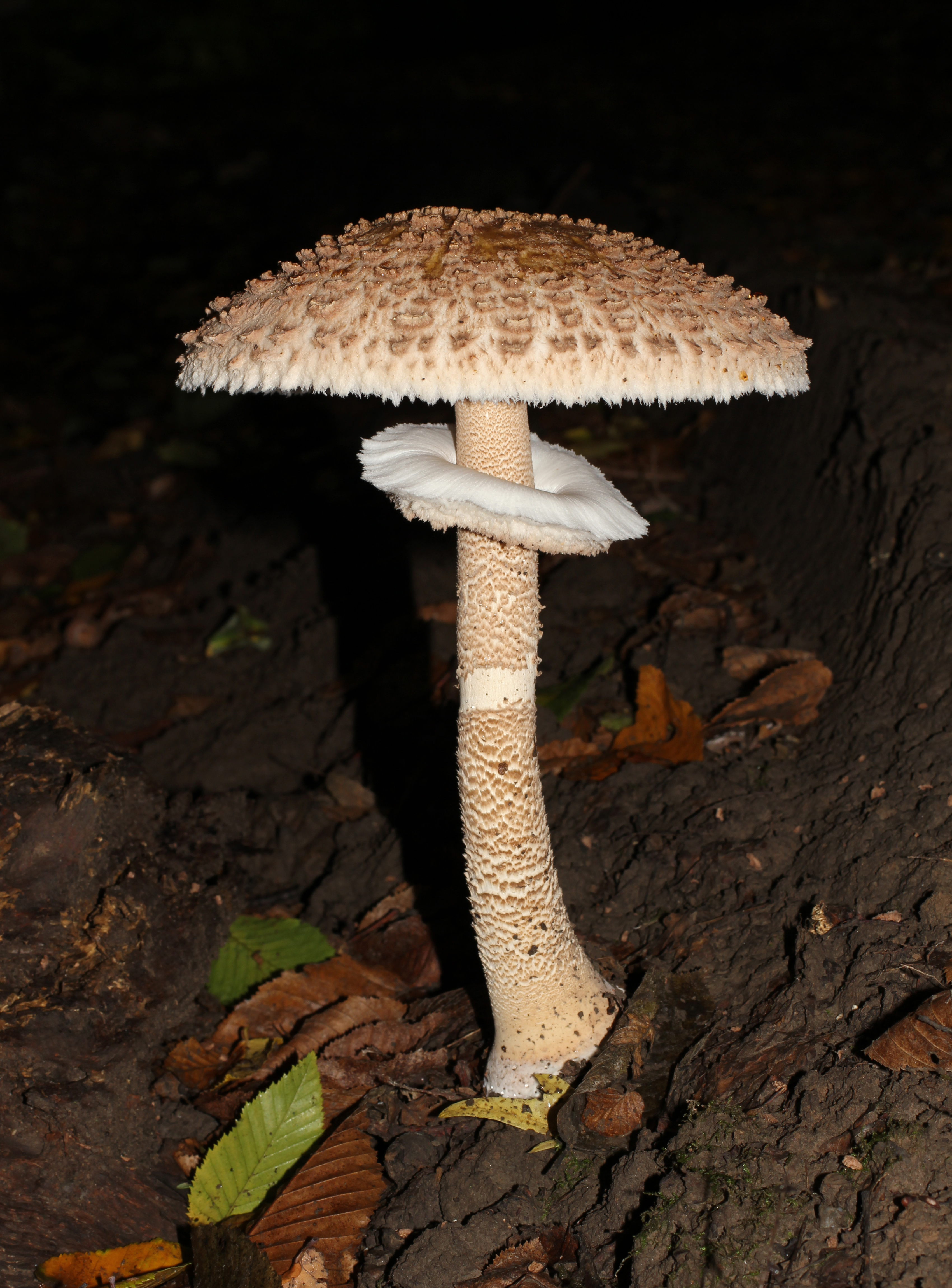
Bedla vysoká, dospělý exemplář

## Výskyt
Bedla vysoká roste hojně v listnatých i jehličnatých lesích, převážně na prosvětlených okrajích a mýtinách. Setkat se s ní ale lze i na zahradách nebo v parcích.

## Kulinářství
Bedla vysoká je vynikající jedlá houba, zvláště se hodí k obalování a smažení (jako řízky). Kromě toho se často přidává do dušených pokrmů z masa i zeleniny. V neposlední řadě ji lze přidat též do omáček, polévek, omelet nebo usušit. Třeně jsou však poněkud tuhé. V Česku je známý chutný recept bedly na kmíně.

## Galerie

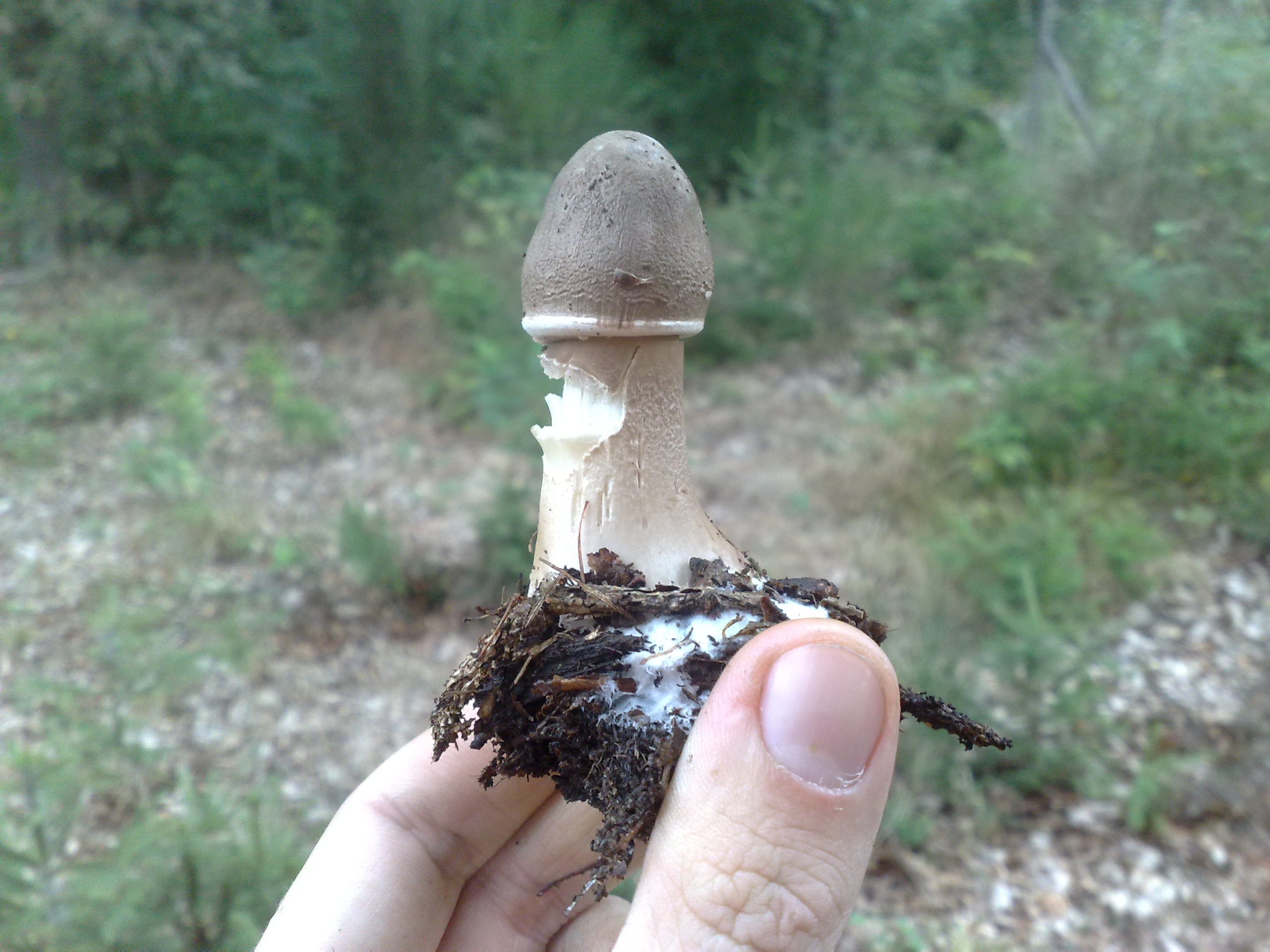
velice mladá plodnice
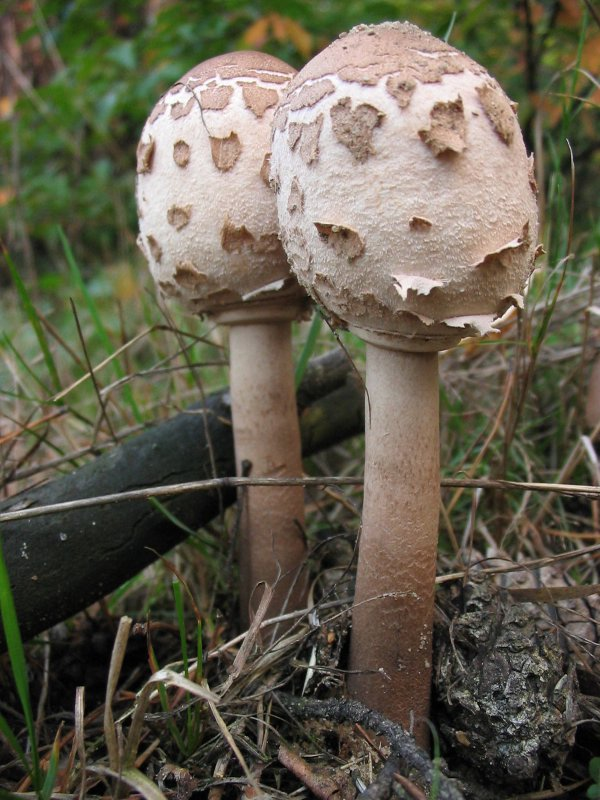
mladé plodnice
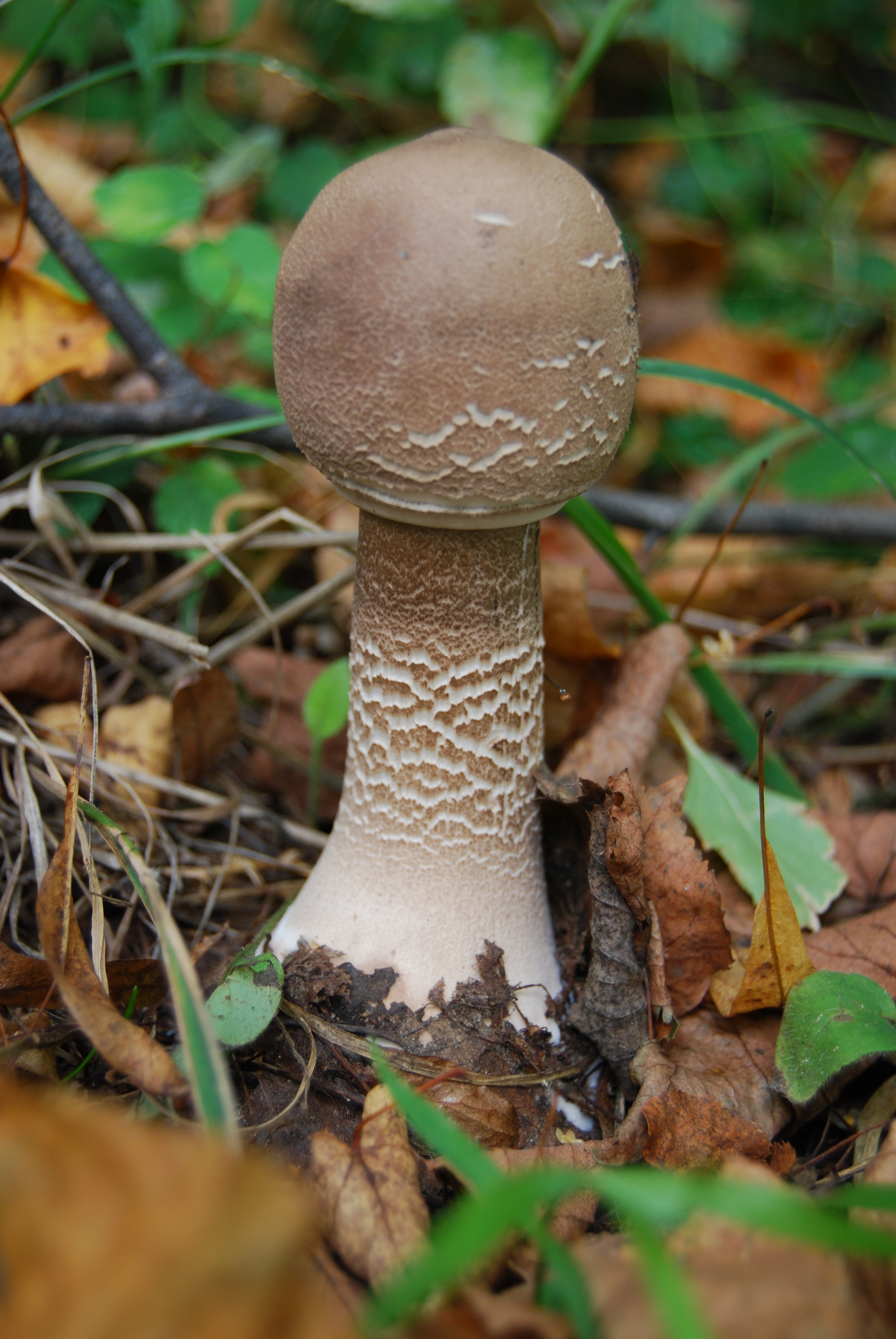
mladá plodnice
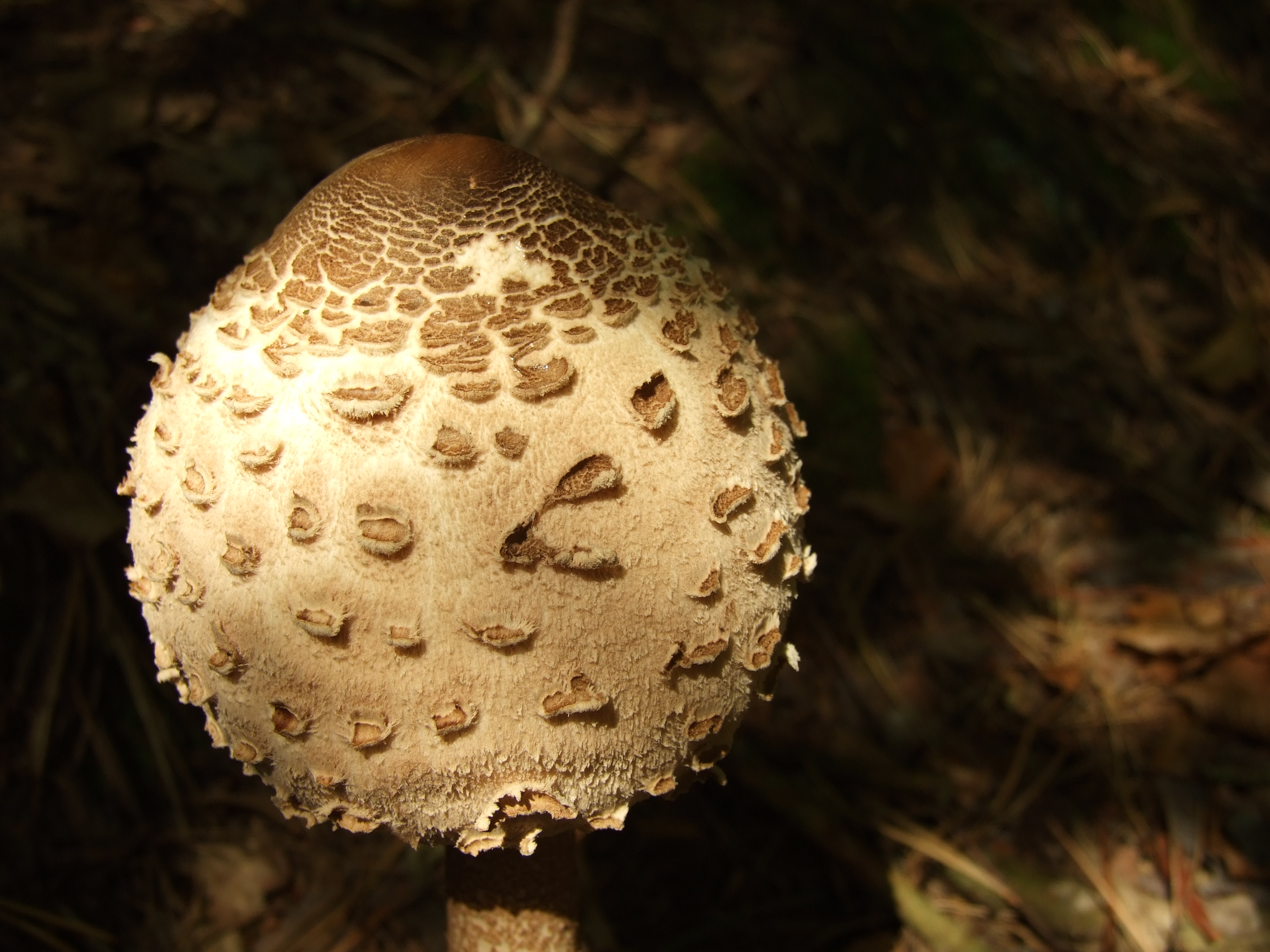
detail
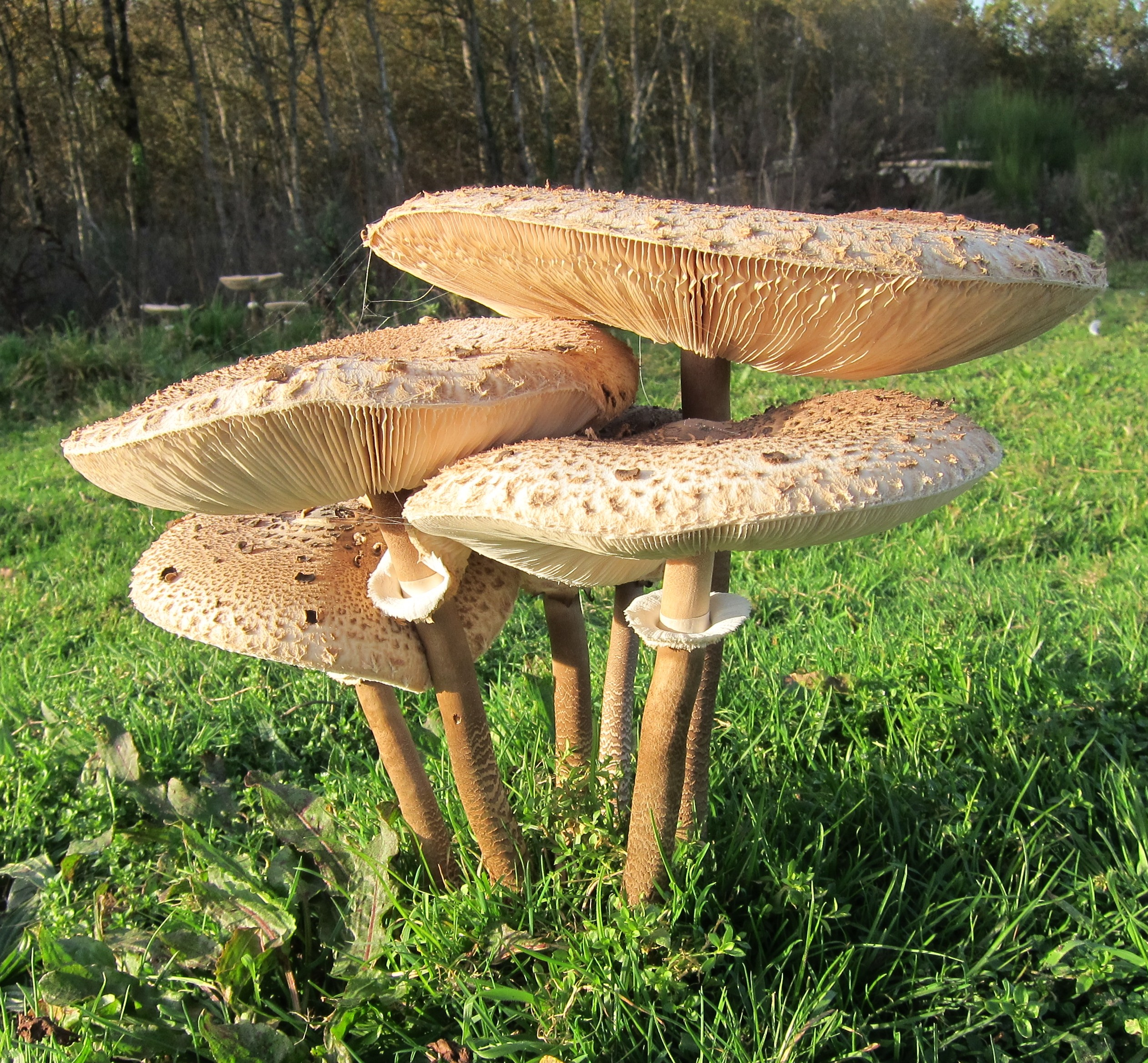
skupina
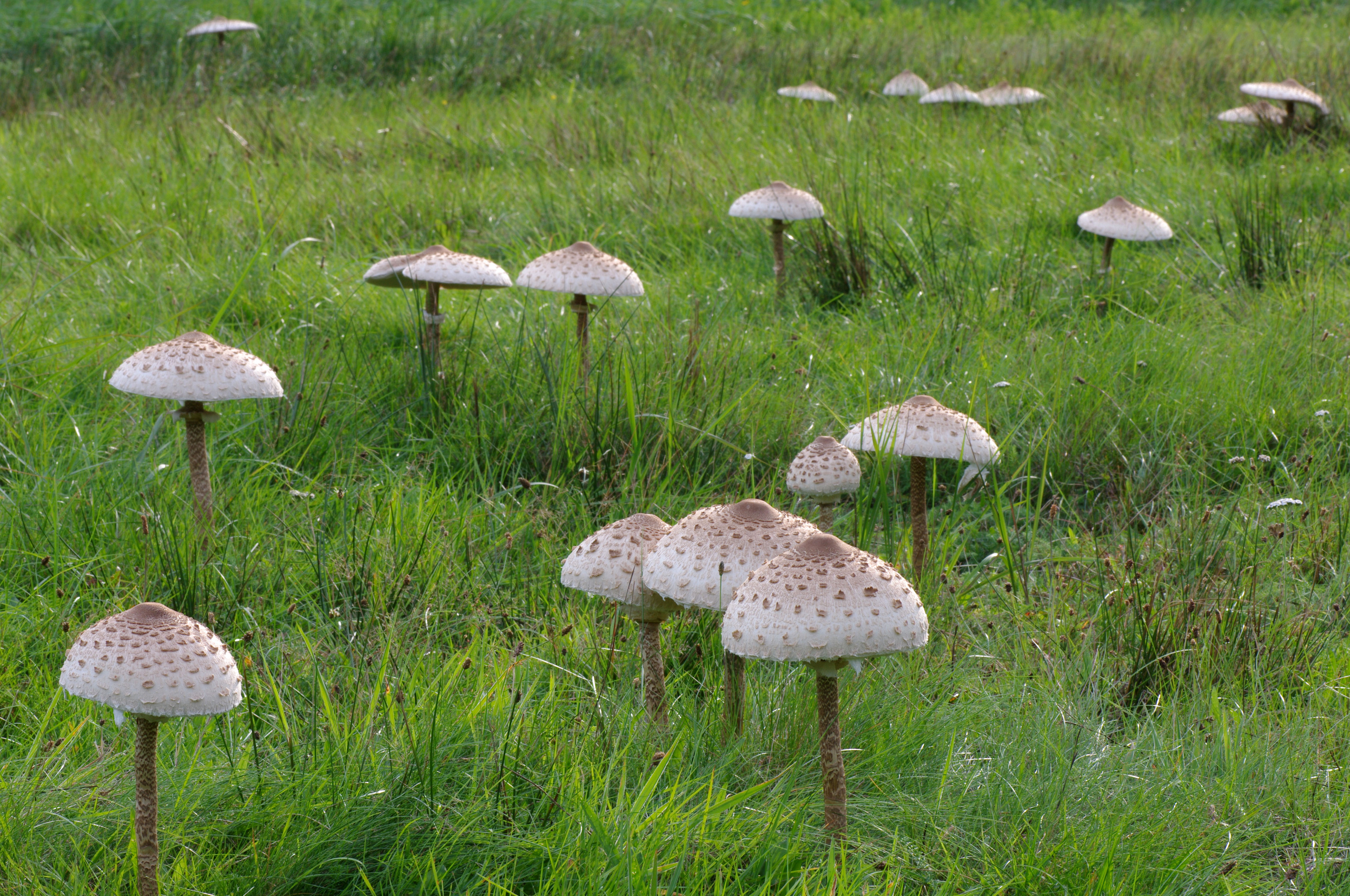
na louce
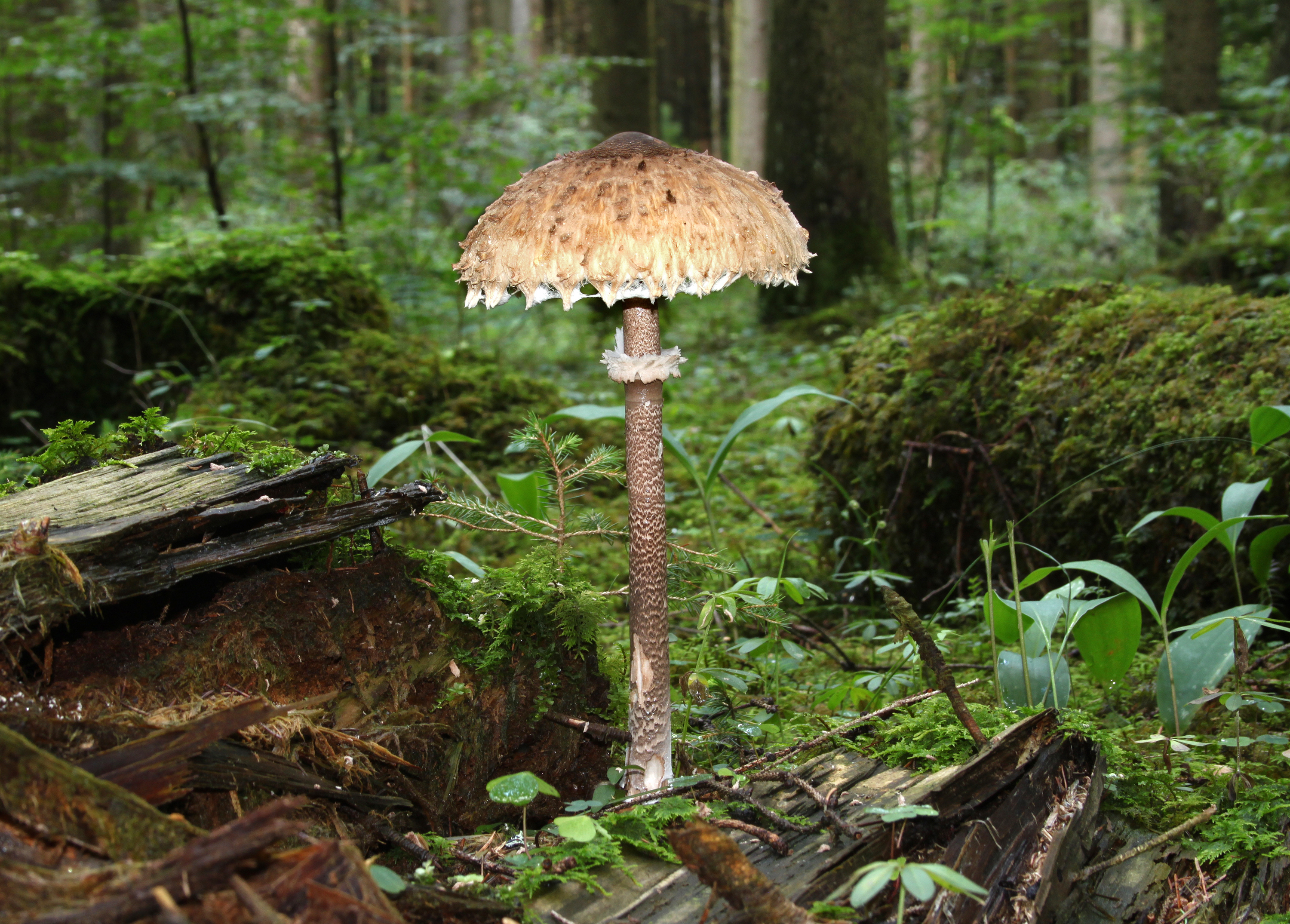
v lese
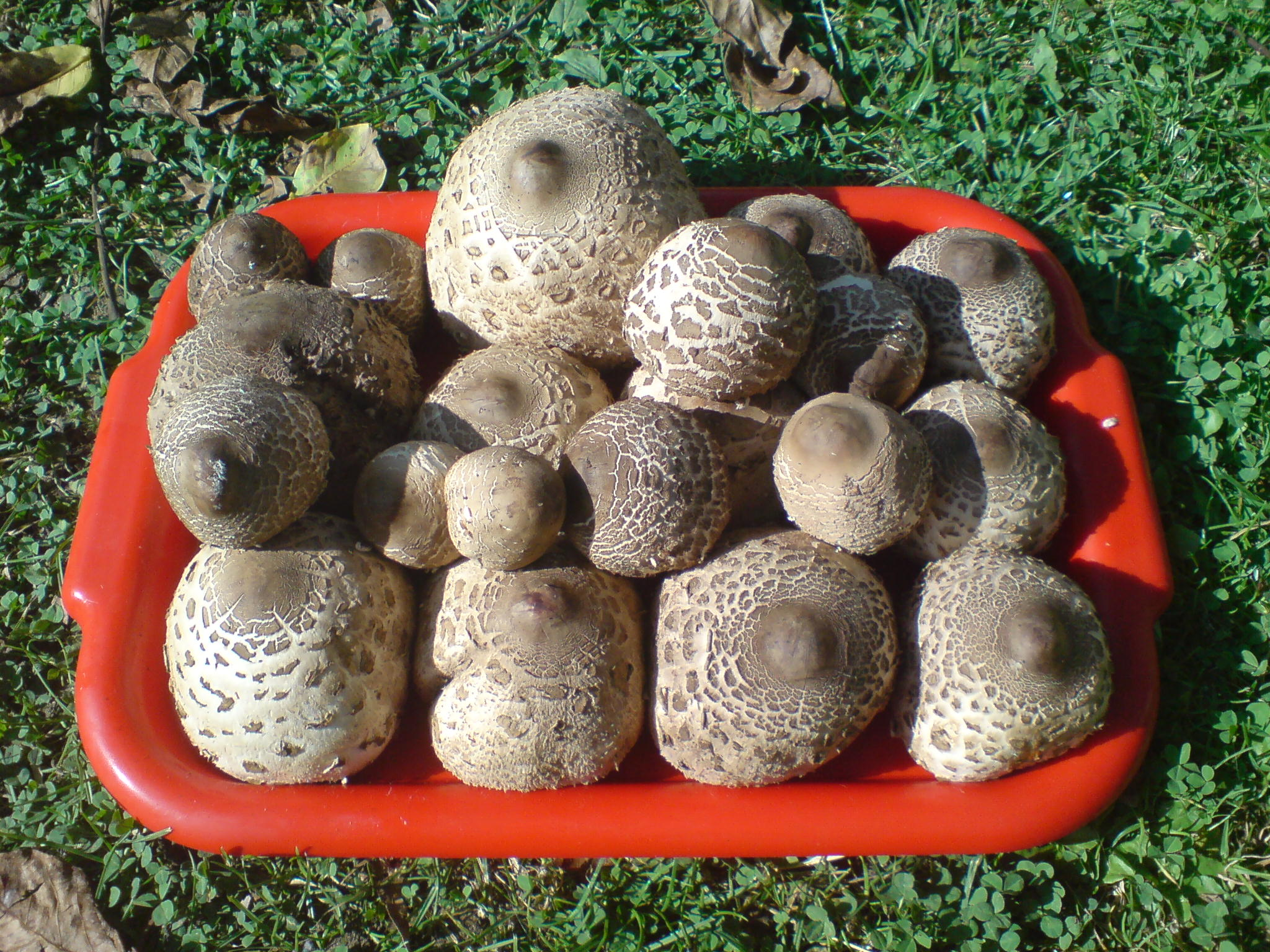
sběr
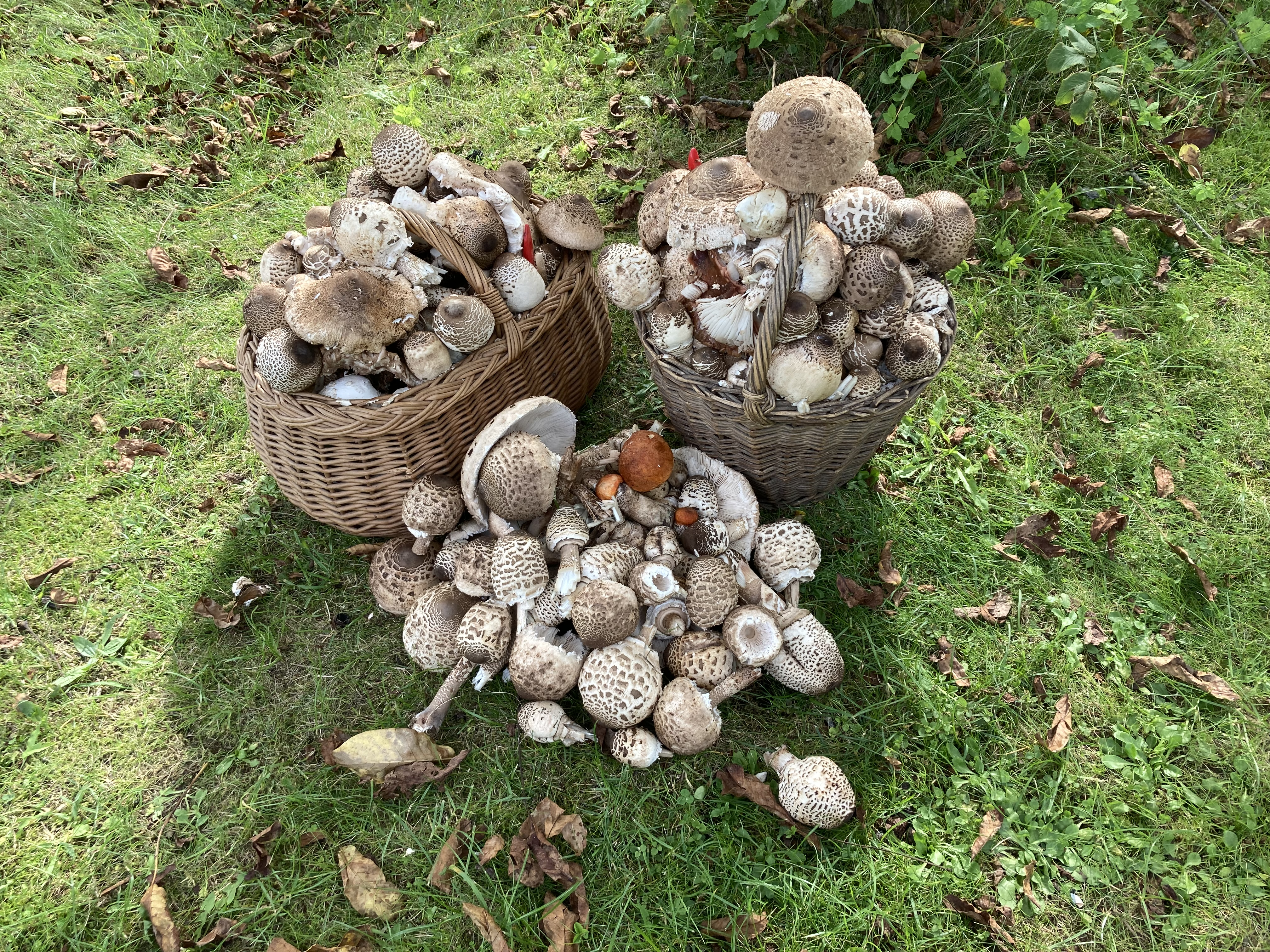
bohatá úroda
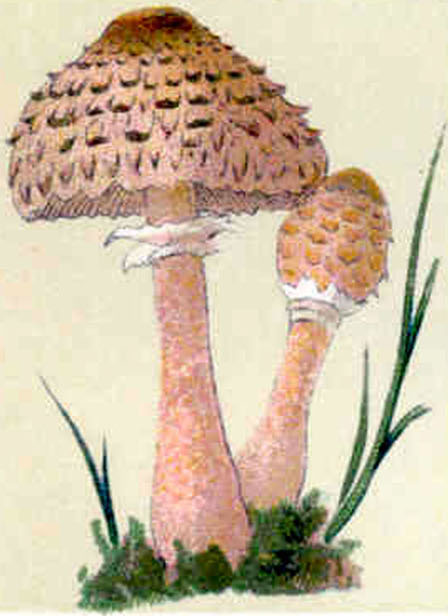
ilustrace
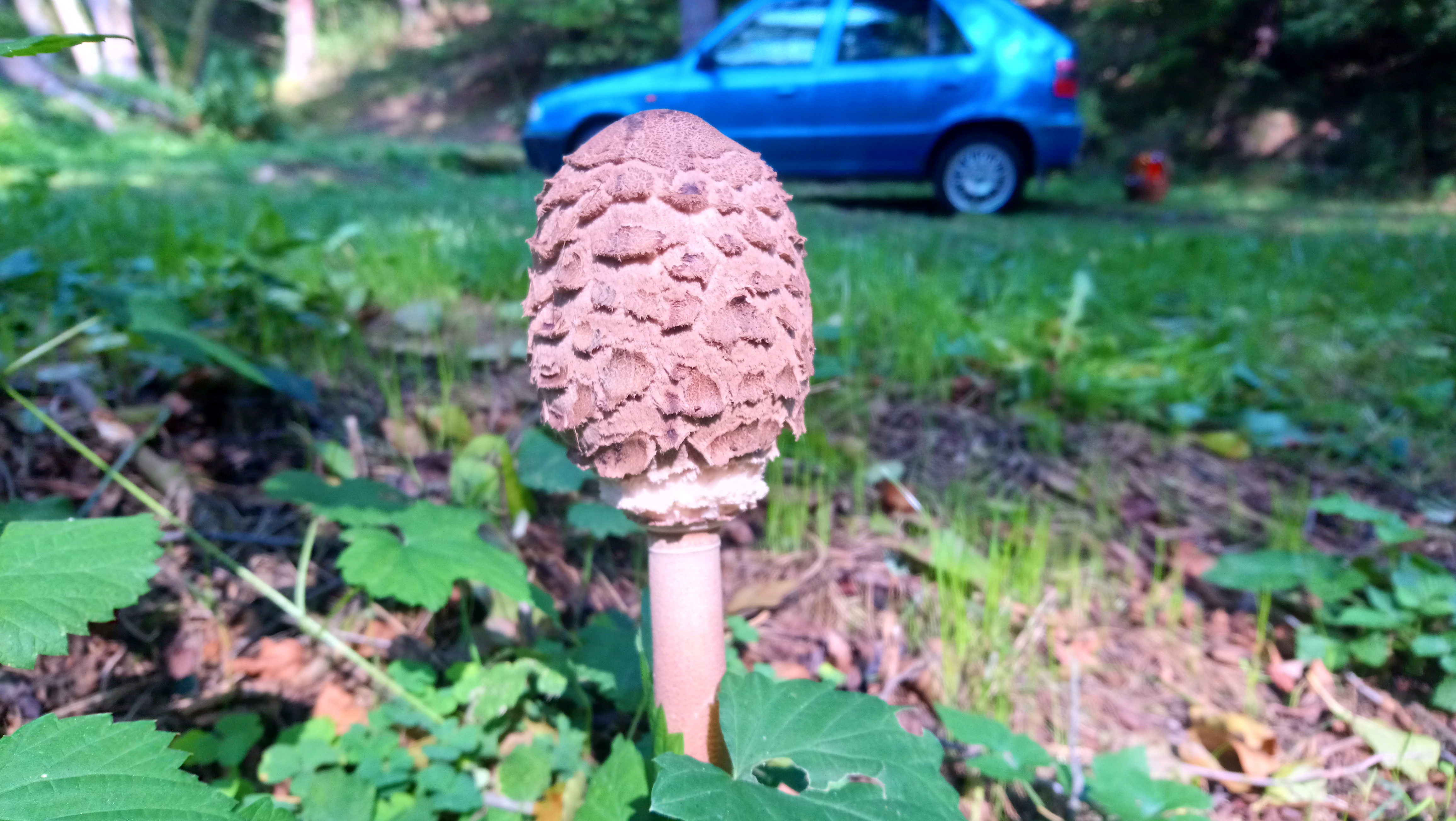
mladá bedla vysoká
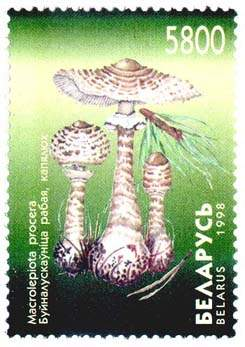
na poštovní známce
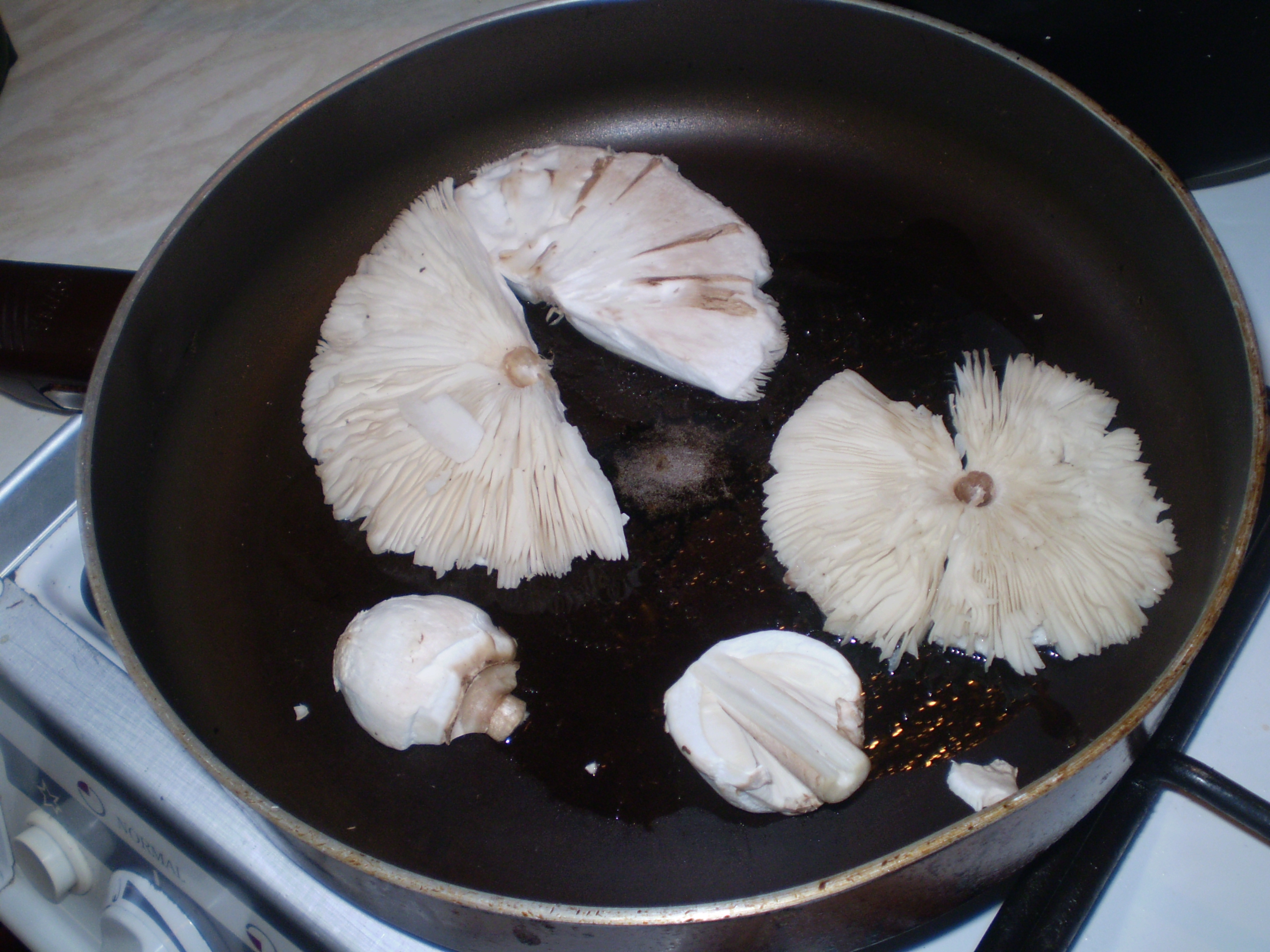
smažené
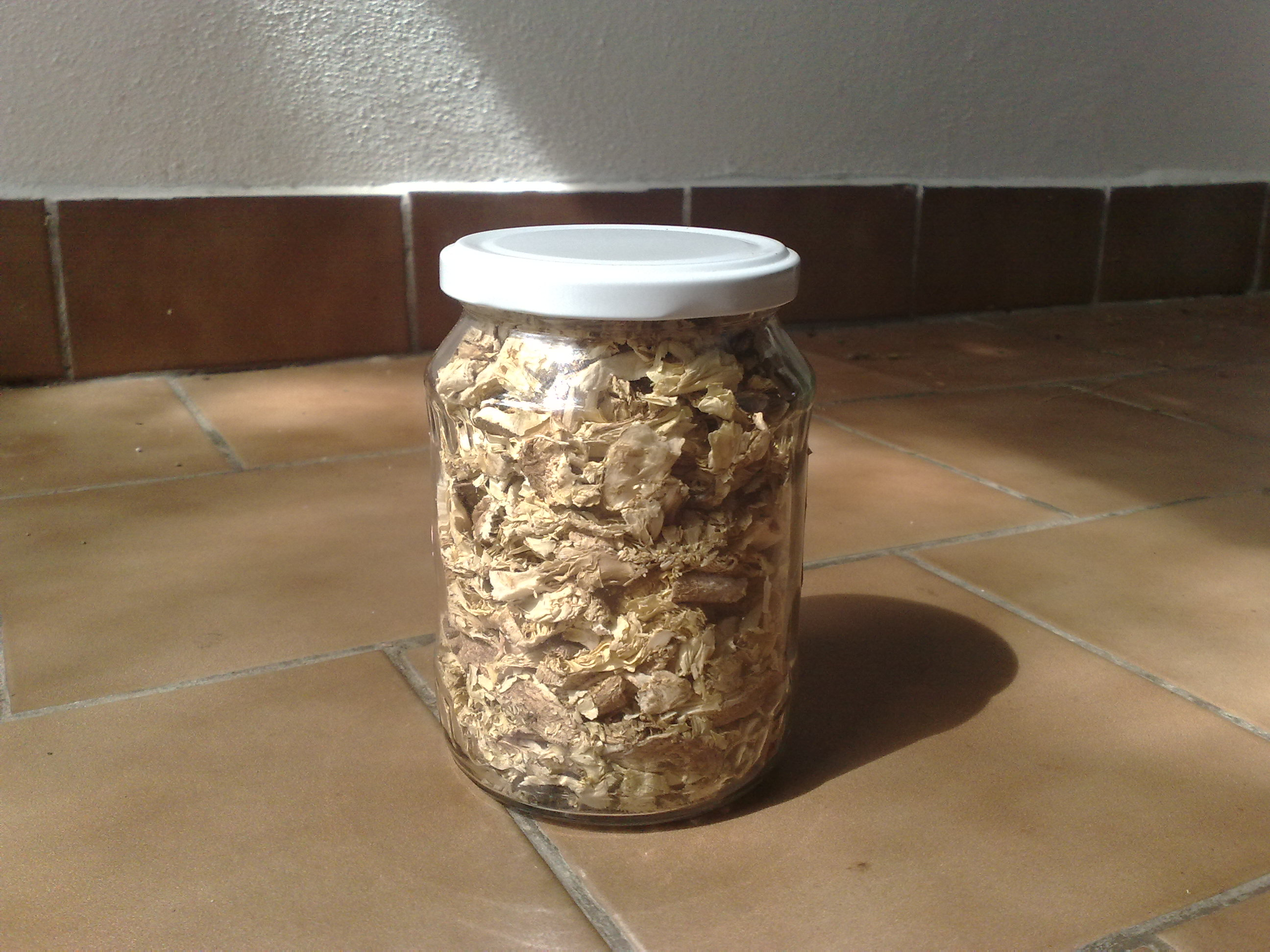
sušené
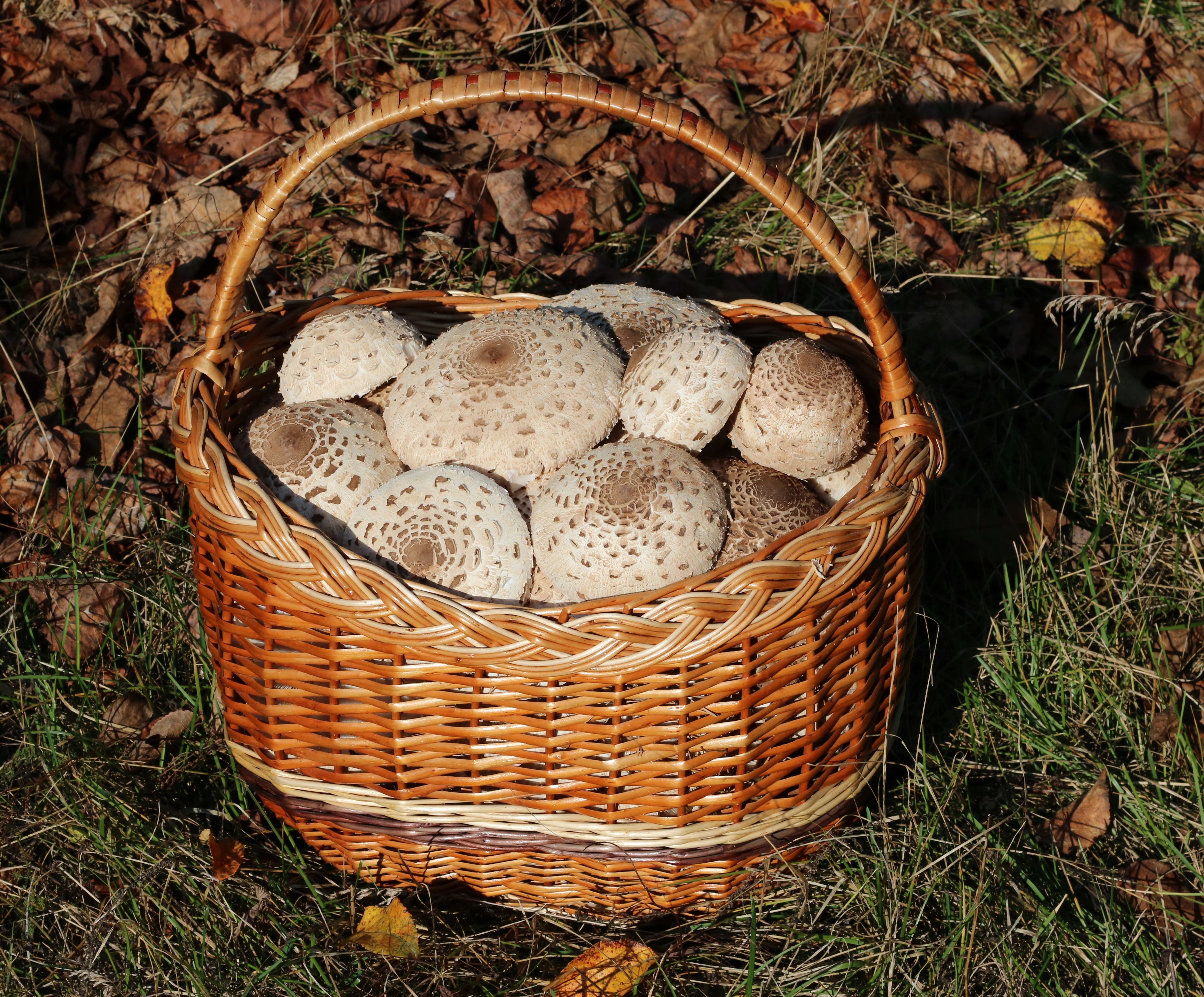
sběr
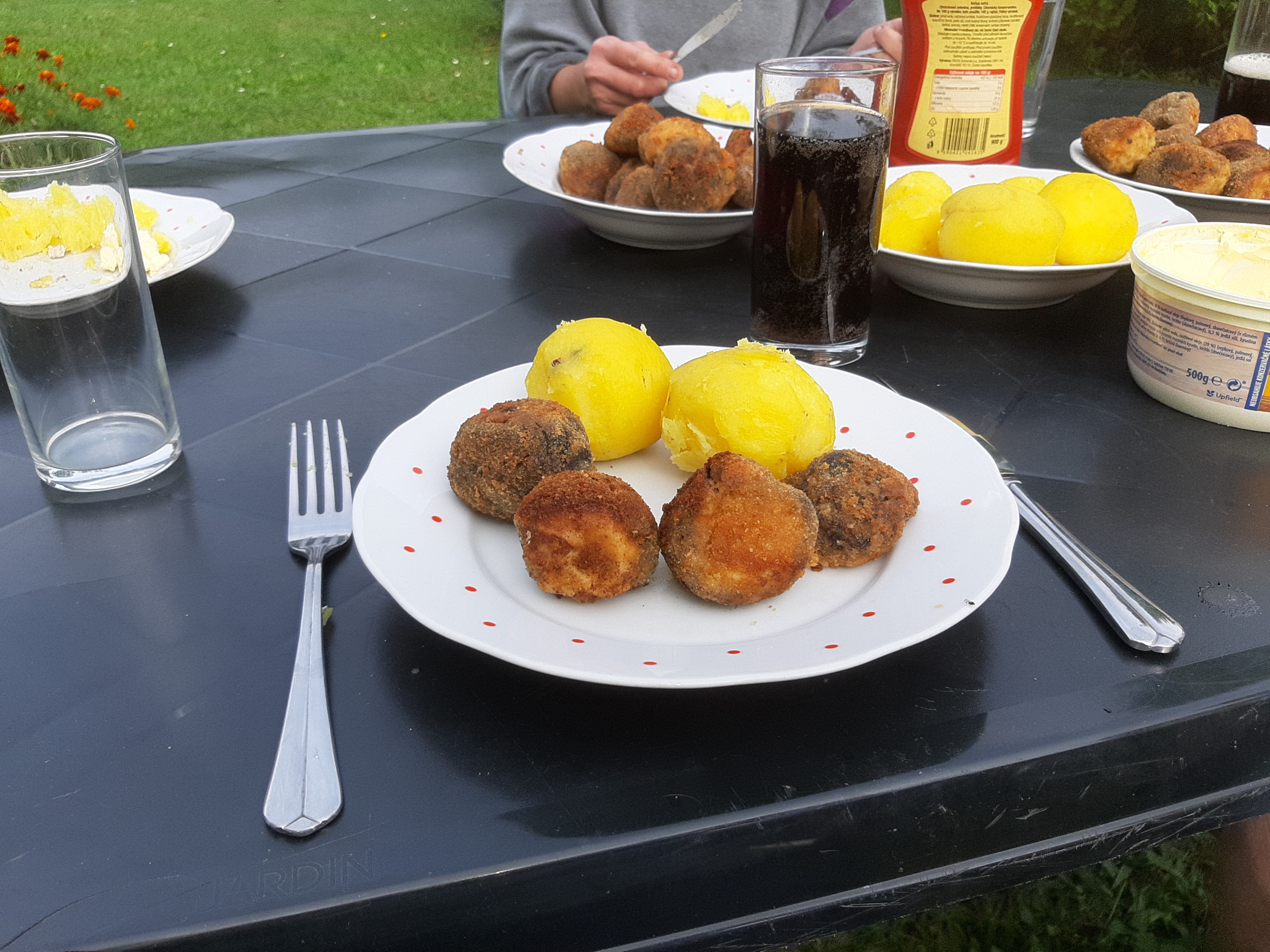
plněné masovou nádivkou